# 中嶋誠一郎
中嶋 誠一郎（なかしま せいいちろう、1971年（昭和46年）1月13日 - ）は、長崎県大村市出身の競艇選手。
登録番号3527。血液型B型。68期。長崎支部所属。同期に、高橋勲、野澤大二らがいる。

## 来歴
- 1991年5月、大村競艇場での一般競走でデビュー。
- 1997年10月、大村競艇場で行われた新鋭リーグで初優勝(6号艇・1コースで逃げ)。
- 1998年7月、三国競艇場で行われたオーシャンカップでSG初出場。

## 人物・エピソード
- 弟子に石橋道友、大串重幸らがいる。